# Прапор Пристіна
Пра́пор Присті́на — один з офіційних символів села Пристін, Куп'янський район Харківської області, затверджений рішенням сесії Пристінської сільської ради.

## Опис прапора
Квадратне полотнище з вміщеними на ньому кольорами і фігурами малого герба.